# 芿浦線
芿浦線（朝鲜语：／ Ingp'o sŏn */?）是朝鮮民主主義人民共和國平安南道北仓郡的一條鐵道線路，站點為鳩峴站到芿浦站。

## 路线概况
- 距离：
- 车站数：2
- 轨距：1435mm
- 电气化区间：直流3kV
- 复线区间：无